# Поркюпайн Трий
„Поркюпайн Трий“ е английска рок група, основана през 1987 г. Първоначално това е псевдоним на основния вокалист и композитор Стивън Уилсън, като до 1993 г. е негов самостоятелен проект. Групата е смятана за една от най-влиятелните в жанра прогресив рок, като е едно от основните имена, спомогнали за възраждането на интереса към него.
Заради крайната некомерсиалност на музиката си, издания като Classic Rock и PopMatters определят Porcupine Tree като „най-важната група, за която никога не сте чували“. В ранното си творчество групата е повлияна от спейс рока и атмосферата на Пинк Флойд, а в края на 90-те години експериментира с алтърнатив звученето. През 2000-те звукът става по-тежък и навлиза в традициите на прогресив метъла.
До 2022 г. групата е издала 11 студийни албума, като особена популярност добиват записите ѝ от 2000-те години „In Absentia“, „Deadwing“ и „Fear of a Blank Planet“. През 2010 г. групата обявява оттегляне от активност, за да може музикантите да се концентрират върху самостоятелните си кариери и други проекти. През 2021 г. Уилсън, Барбиери и Харисън се събират отново и записват албума „Closure/Continuation“, който излиза през лятото на 2022 г.

## История

### Самостоятелен проект
Porcupine Tree възниква като псевдоним на Стивън Уилсън, като той го използва в колаборация с Малкълм Стокс. Двамата свирят на шега, като измислят история и членове на прогресив рок група от 70-те години. В началото на съществуването на проекта той по-скоро съществува за развлечение, тъй като Уилсън е концентриран върху работата си в дуото No-Man с Тим Боунес.
Все пак през 1989 г. е записана демо-касетата „Tarquin's Seaweed Farm“, разпространена сред няколко души. В нея като музиканти са записани още няколко псевдонима като Сър Таркин Ъндърспуун или Тимъти Тадпол-Джоунс. Китаристът Ник Саломан изпраща записа на музикалния критик Ричард Алън, който пише рецензия в списанията Encyclopedia Psychedelica и Freakbeat. Алън става и продуцент на групата, като впоследствие остава на тази си позиция до 2004 г.
След като Стокс започва да се занимава с други дейности, Уилсън записва сам още две касети – Love, Death & Mussolini и The Nostalgia Factory, официално разпространявани в много ограничен тираж. Въпреки апокрифните записи проектът започва да трупа фенска база.
В началото на 90-те Уилсън става артист на новосъздадената звукозаписна компания на Алън Delerium Records. Демо касетите са преиздадени в по-големи тиражи, а през лятото на 1992 г. излиза и първият самостоятелен албум на Porcupine Tree под названието „On the Sunday of Life“. Албумът е планиран с тираж от едва 1000 копия, но въпреки това са продадени над 20000, като постига особена популярност в Италия. Един от първите хитове е песента „Radioactive Toy“, с която групата завършва концертите си на по-късен етап.
Благодарение на комерсиалния успех на другия проект на Уилсън No-man, той напуска работа и се посвещата изцяло на музиката. През май 1993 г. излиза вторият албум „Up The Downstair“, като изданието Melody Maker го определя дори за един от албумите на годината. Песента „Voyage 34“ в началото е планирана да излезе в този албум, но впоследствие отпада и е издадена като отделен сингъл. Сингълът влиза за шест седмици в чарта на New Musical Express и макар да не достига до радиото, става част от известните песни в ъндъграунд средите.

### Група
В края на 1993 г. Уилсън решава, че е дошъл моментът музиката на Porcupine Tree да бъде чута на живо. Басистът Колин Едуин и клавиристът Ричард Барбиери, участвали в записите на албума „Up The Downstair“, стават пълноправни членове на групата. Към тях се присъединява барабанистът Крис Мейтланд.
Първият запис на Porcupine Tree като пълноценна група е EP-то Moonloop от 1994 г. Следващата година излиза третият албум на групата The Sky Moves Sideways. Той добива популярност сред прогресив рок следите, като е сравняван със записите на Пинк Флойд. Заглавната песен е 35-минутна композиция, която в началото е замислена за самостоятелно издаване. Това е първият издаден албум на Porcupine Tree в САЩ, като освен това е проведено турне в Европа, като са изнесени концерти в Нидерландия, Гърция и Италия.
Следващият албум „Signify“ е повлиян от краутрока и експерименталната музика. Песни като „Waiting“ и „Dark Matter“ бележат прехода към новия облик на групата. През 1997 г. е издаден концертният албум „Coma Devine“, а в края на 1998 г. излиза компилацията „Metanoia“, съдържаща джем сесии от репетиционната.

### Набиране на популярност
След като групата напуска Delerium Records и подписва със Snapper през 1999 г. излиза албумът „Stupid Dream“. Музикантите се концентрират повече върху написването на отделни песни, а не толкова върху концептуални композиции от няколко части. Уилсън също изразява идеята да се експериментира повече в насока поп музиката. Албумът е подкрепен с турне в Европа и САЩ, а трите сингъла „Piano Lessons“, „Stranger by the Minute“ и „Pure Narcotic“ стигат до място в независимите чартове.
През 2000 г. Porcipine Tree издава шестия си аблум „Lightbulb Sun“, а песни като „Hatesong“ и „Russia on Ice“ стават едни от най-успешните от този албум. През 2000 и 2001 г. музикантите подгряват групи като Dream Theater и Marillion. В Израел и Германия излиза специална версия на албума, съдържаща допълнителен материал.

### Нов барабанист и нова посока
През февруари 2002 г. Крис Мейтланд напуска групата и е заменен на барабаните от Гавин Харисън. Междувременно е подписан и договор с Lava Records. В Lava излиза компилацията „Stars Die: The Delerium Years 1991 – 1997“. През септември същата година излиза албумът „In Absentia“, който бележи смяната на посоката към прогресив метъла. Песни като „Blackest eyes“, „Trains“ и „Sound of Muzak“ се нареждат сред най-знаковите произведения на Porcupine Tree.
За да промотира албума, групата провежда 4 турнета в Европа и Северна Америка, като едното е съвместно с Opeth. Впоследствие Стивън Уилсън ще стане звукорежисьор на няколко аблума на шведката група и ще създаде страничен проект с вокалиста Микаел Окерфелд. „In Absentia“ е оценен за най-добро миксиране на наградите Surround Sound Music през 2004 г.
През 2003 г. Porcupine Tree основават своя звукозаписна компания – Transmission. Досегашните албуми са преиздадени с ново миксиране и бонус песни. През пролетта на 2005 г. се появява албумът „Deadwing“, който носи комерсиален успех на групата. Синглите „Lazarus“ и „Shallow“ влизат в класациите на Германия и Великобритания, а сред гост-музикантите в албума са Микаел Окерфелд от Opeth и Адриан Белю от King Crimson.

### Комерсиален успех и разпад
През април 2007 г. в RoadRunner Records излиза албумът „Fear of a Blank Planet“. Той стига класациите на почти всички европейски държави и влиза под номер 59 в Billboard 200. Това е може би най-тежкият албум на групата не само музикално, но и тематично. Текстовете засягат проблеми като ролята на комерсиалния свят, наркотиците, биполярното разстройство, конфликтите в света, особено между младите хора. 17-минутната композиция „Anestetize“ става визитна картичка на групата, а в нейната интродукция свири китаристът на Rush Алекс Лайфсон. Песента дава името и на издадения през 2008 г. концертен филм. В „Way out of here“ участва създателят на King Crimson Робърт Фрип.
През ноември 2007 г. „Fear of a Blank Planet“ е избран за албум на годината от списание Classic Rock. Освен това е номиниран за Грами за най-добър звук.
През 2009 г. излиза десетият албум под заглавие „The Incident“. Той съдържа 55-минутна композиция, по-късно разбита на 14 части. 14-минутната част „Time Flies“ излиза като сингъл и носи на Porcupine Tree 25-то място в US Billboard Top 25. Албумът достига и номер 23 във Великобритания и е комерсиално най-успешният запис на групата. След края на турнето в подкрепа на албума обаче групаата се разпада с цел развитие на други проекти.

### Завръщане
През октомври 2021 г. Уилсън, Барбиери и Харисън се събират отново. Излиза първият сингъл на Porcupine Tree за последните 12 години – „Harridan“. През юни 2022 г. е издаден и новият албум „Closure/Continuation“. Като концертни музиканти към формацията се присъединяват китаристът Ранди МакСтайн и басистът Нейт Наваро.

## Дискография

### Студийни албуми
- On the Sunday of Life... (1992)
- Up the Downstair (1993)
- The Sky Moves Sideways (1995)
- Signify (1996)
- Stupid Dream (1999)
- Lightbulb Sun (2000)
- In Absentia (2002)
- Deadwing (2005)
- Fear of a Blank Planet (2007)
- The Incident (2009)
- Closure/Continuation (2022)

### EP
- Moonloop (1994)
- Staircase Infinities (1994)
- Coma Divine II (1999)
- Transmission IV (2001)
- Futile (2003)
- Nil Recurring (2007)
- Pure Narcotic (2020)